# Heinrich Lenz
Heinrich Friedrich Emil Lenz (phiên âm: Hen-rích Phri-đrích E-min Len-xơ) (12 tháng 2 năm 1804 – 10 tháng 2 năm 1865) là một nhà vật lý học người Đức - Nga - Estonia, ông nổi tiếng hơn cả vì đã viết ra Định luật Lenz trong điện động lực học vào năm 1833.

## Tiểu sử
Nhà vật lý học Heinrich Friedrich Emil Lenz chào đời tại Dorpat (nay là Tartu), xứ Livonia thuộc Đế quốc Nga. Sau khi hoàn tất việc học Trung học vào năm 1820, ông học hóa học và vật lý tại Trường Đại học Dorpat. Ông đồng hành với nhà hàng hải Otto von Kotzebue trong chuyến du hành vòng quanh thế giới lần thứ ba của ông này, từ năm 1823 cho đến năm 1826. Trong chuyến đi, Heinrich Lenz đã học về điều kiện khí hậu và tính chất vật lý của nước biển. Kết quả của chuyến đi này đã được ghi nhận trong tác phẩm "Những ký ức của Viện Hàn lâm Khoa học Sankt-Peterburg".
Sau chuyến đi này, Heinrich Lenz bắt đầu làm việc tại Trường Đại học Sankt-Petrburg, nước Nga, tại đây ông làm Chủ nhiệm khoa Toán học và Vật lý từ năm 1840 đến năm 1863, và trở thành Hiệu trưởng từ năm 1863 tới khi qua đời năm 1865. Heinrich Lenz bắt đầu nghiên cứu Điện từ học vào năm 1831. Ngoài định luật được đặt theo tên ông, ông cũng nghiên cứu độc lập mà phát hiện ra Định luật Joule–Lenz vào năm 1842. Để ghi nhớ nỗ lực của ông đối với định luật, người ta gọi là "Định luật Joule-Lenz", cũng được đặt theo tên của nhà vật lý học người Anh James Prescott Joule.
Trong chuyến đi Ý vào năm 1865, tình hình sức khỏe của nhà vật lý học Heinrich Friedrich Emil Lenz trở nên tồi tệ, và ông qua đời tại Roma vào ngày 10 tháng 2 năm ấy do bị đột quỵ
Một miệng núi lửa nhỏ ở phía xa của mặt trăng được đặt theo tên của ông.